# Oseneț, Razgrad
Oseneț (în bulgară Осенец) este un sat în comuna Razgrad, regiunea Razgrad,  Bulgaria. 

## Demografie
Componența etnică a satului Oseneț
     Romi (2,55%)
     Bulgari (91,84%)
     Nicio identificare (2,18%)
     Altele (3,77%)
La recensământul din 2011, populația satului Oseneț era de 822 locuitori. Din punct de vedere etnic, majoritatea locuitorilor (91,84%) erau bulgari, cu o minoritate de romi (2,55%). Pentru 2,18% din locuitori nu este cunoscută apartenența etnică.